# Quinta de Presa
La Quinta de Presa (llamada equivocadamente Palacio de la Perricholi) es una mansión de estilo campestre afrancesado construida en el siglo XVIII durante el gobierno del entonces virrey del Perú, Manuel de Amat y Junyent. Comprende un área construida de 15 159 m². Se encuentra ubicada en el jirón Chira del distrito del Rímac.

## Historia
La Quinta de Presa fue la casa solariega de la aristocrática familia Carrillo de Albornoz (Condes de Montemar) y Bravo de Lagunas (Condes de Monteblanco). Sin embargo, el nombre de la quinta se debe a su más conocida propietaria, Isabel Carrillo de Albornoz y de la Presa, hermana del 4° Conde de Montemar. Fue construida en el siglo XVIII, fuera del perímetro de las antiguas murallas de Lima, al otro lado del río Rímac. El inmueble es de estilo barroco francés o rococó, adaptado al clima de la capital y a las condiciones de los materiales de construcción. Fue declarado monumento histórico nacional en 1972.
Fue afectada en uso al Banco de la Vivienda, el cual mediante convenio con el Instituto Nacional de Cultura del Perú inició la restauración logrando que pudiera volver a mostrar el estilo afrancesado -en salones de juego, comedores y capilla- que lo hizo célebre. Fue Cuartel del Escuadrón de Gendarmes de Caballería "Guardia de Lima" (que por la reforma policial llevada a cabo por el presidente Augusto B. Leguía se convirtió en el Escuadrón de Caballería de Seguridad "Guardia de Lima") y el 5 de febrero de 1932 pasó a ser el Cuartel Nacional del Regimiento de Gendarmes de Infantería, Guardia Republicana del Perú y posteriormente sede del Museo de Arte Virreinal.
Este monumento histórico se encuentra actualmente bajo la administración del Ministerio de Cultura.

## Proceso de restauración
En el 2019, el entonces director del Plan COPESCO Nacional (PCN), José Vidal Fernández, indicó que la estructura iba a iniciar un proceso de restauración como parte de la lista de recuperación planteada por la World Monuments Fund.
En junio de 2021, la ministra de Comercio Exterior y Turismo, Claudia Cornejo, anunció que las trabas que paralizaron el proyecto se solucionaron y que, como parte de la Agenda de Conmemoración por el Bicentenario de la Independencia del Perú, se iniciará con el desarrollo del expediente técnico y la pronta ejecución de las obras, que costarán un aproximado de 24 millones de soles. La obra de restauración, según está prevista, concluirá el año 2024.